# Hrabstwo Pickett
Hrabstwo Pickett (ang. Pickett County) – hrabstwo w stanie Tennessee w Stanach Zjednoczonych. Obszar całkowity hrabstwa obejmuje powierzchnię 174,58 mil² (452,16 km²). Według szacunków United States Census Bureau w roku 2009 miało 4783 mieszkańców.
Hrabstwo powstało w 1879 roku.
Hrabstwo należy do nielicznych hrabstw w Stanach Zjednoczonych należących do tzw. dry county, czyli hrabstw gdzie decyzją lokalnych władz obowiązuje całkowita prohibicja.

## Miasta
- Byrdstown[6]

| Populacja hrabstwa w poprzednich latach | Populacja hrabstwa w poprzednich latach |
| Rok                                     | Liczba ludności                         |
| --------------------------------------- | --------------------------------------- |
| 1980                                    | 4332                                    |
| 1990                                    | 4548                                    |
| 2000                                    | 4945                                    |
| 2005                                    | 4821                                    |